# Great Amwell
Great Amwell – wieś i civil parish w Anglii, w Hertfordshire, w dystrykcie East Hertfordshire. W 2011 civil parish liczyła 2353 mieszkańców.